# Selección de voleibol de Portugal
La Selección de voleibol de Portugal es el equipo formado por los mejores jugadores de Portugal que representa a la Federación Portuguesa de Voleibol (Federação Portuguesa de Voleibol). Según los datos de la clasificación mundial de la FIVB de enero de 2014, se encuentra en el puesto n.º 38.

## Historia
Sus mejores resultados han sido la conquista de la Liga Europea de Voleibol en 2010, el cuarto lugar en el Campeonato Europeo de Voleibol de 1948, el quinto puesto en la Liga Mundial de Voleibol en 2005 y el octavo lugar en el Campeonato Mundial de Voleibol en 2002.

## Historial
| Juegos Olímpicos      |
| --------------------- |
| - Sin participaciones |

| \| - 1949: No clasificada - 1952: No clasificada - 1956: 15° - 1960: No clasificada - 1962: No clasificada \| - 1966: No clasificada - 1970: No clasificada - 1974: No clasificada - 1978: No clasificada - 1982: No clasificada \| - 1986: No clasificada - 1990: No clasificada - 1994: No clasificada - 1998: No clasificada - 2002: 8° \| - 2006: No clasificada - 2010: No clasificada - 2014: No clasificada - 2018: \| | | |                                                                              |
| - 1949: No clasificada - 1952: No clasificada - 1956: 15° - 1960: No clasificada - 1962: No clasificada | - 1966: No clasificada - 1970: No clasificada - 1974: No clasificada - 1978: No clasificada - 1982: No clasificada | - 1986: No clasificada - 1990: No clasificada - 1994: No clasificada - 1998: No clasificada - 2002: 8° | - 2006: No clasificada - 2010: No clasificada - 2014: No clasificada - 2018: |

| \| - 1990: No clasificada - 1991: No clasificada - 1992: No clasificada - 1993: No clasificada - 1994: No clasificada - 1995: No clasificada - 1996: No clasificada \| - 1997: No clasificada - 1998: No clasificada - 1999: 10° - 2000: No clasificada - 2001: 13° - 2002: 13° - 2003: 13° \| - 2004: 10° - 2005: 5° - 2006: 13° - 2007: No clasificada - 2008: No clasificada - 2009: No clasificada - 2010: No clasificada \| - 2011: 14° - 2012: 16° - 2013: 17° - 2014: 13° - 2015: 18° - 2016: 14° \| | | |                                                                         |
| - 1990: No clasificada - 1991: No clasificada - 1992: No clasificada - 1993: No clasificada - 1994: No clasificada - 1995: No clasificada - 1996: No clasificada | - 1997: No clasificada - 1998: No clasificada - 1999: 10° - 2000: No clasificada - 2001: 13° - 2002: 13° - 2003: 13° | - 2004: 10° - 2005: 5° - 2006: 13° - 2007: No clasificada - 2008: No clasificada - 2009: No clasificada - 2010: No clasificada | - 2011: 14° - 2012: 16° - 2013: 17° - 2014: 13° - 2015: 18° - 2016: 14° |

| \| - 1948: 4° - 1950: No clasificada - 1951: 7° - 1955: No clasificada - 1958: No clasificada - 1963: No clasificada - 1967: No clasificada - 1971: No clasificada \| - 1975: No clasificada - 1977: No clasificada - 1979: No clasificada - 1981: No clasificada - 1983: No clasificada - 1985: No clasificada - 1987: No clasificada - 1989: No clasificada \| - 1991: No clasificada - 1993: No clasificada - 1995: No clasificada - 1997: No clasificada - 1999: No clasificada - 2001: No clasificada - 2003: No clasificada - / 2005: 10° \| - 2007: No clasificada - 2009: No clasificada - / 2011: 14° - / 2013: No clasificada - / 2015: \| | | |                                                                                                |
| - 1948: 4° - 1950: No clasificada - 1951: 7° - 1955: No clasificada - 1958: No clasificada - 1963: No clasificada - 1967: No clasificada - 1971: No clasificada | - 1975: No clasificada - 1977: No clasificada - 1979: No clasificada - 1981: No clasificada - 1983: No clasificada - 1985: No clasificada - 1987: No clasificada - 1989: No clasificada | - 1991: No clasificada - 1993: No clasificada - 1995: No clasificada - 1997: No clasificada - 1999: No clasificada - 2001: No clasificada - 2003: No clasificada - / 2005: 10° | - 2007: No clasificada - 2009: No clasificada - / 2011: 14° - / 2013: No clasificada - / 2015: |

| Copa Mundial          |
| --------------------- |
| - Sin participaciones |

### Otras competiciones
| Liga Europea |
| --- |
| - 2004: No participa - 2005: No participa - 2006: No participa - 2007: 2° - 2008: 8° - 2009: 3° - 2010: Campeón - 2011: No participa - 2012: No participa - 2013: No participa - 2014: No participa |

## Jugadores

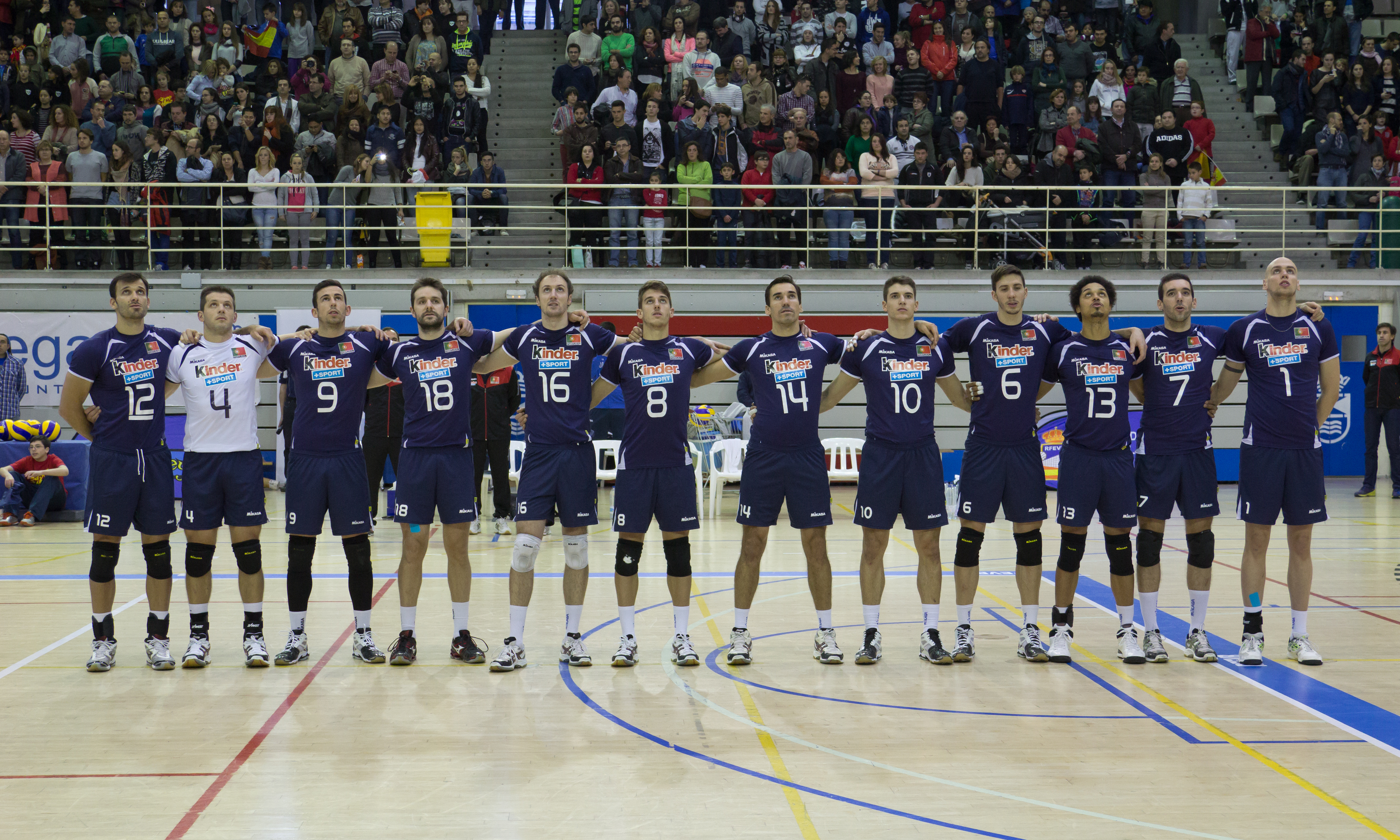
Selección de voleibol de Portugal en 2013.

Convocatoria del 28 de diciembre de 2013.